# 6.ª etapa del Giro de Italia 2025
La 6.ª etapa del Giro de Italia 2025 tuvo lugar el 15 de mayo de 2025 y consistió en una etapa de perfil escarpado con inicio en la población italiana Potenza y final en la ciudad de Nápoles, sobre un recorrido de 227 km. El vencedor fue el australiano Kaden Groves del equipo Alpecin-Deceuninck, mientras que el danés Mads Pedersen del equipo Lidl-Trek continuó como líder de la carrera.

## Clasificación de la etapa[2]
| Potenza - Nápoles | etapa escarpada | (227 km) |

| \| Clasificación de la etapa \| Clasificación de la etapa \| Clasificación de la etapa \| Clasificación de la etapa \| Clasificación de la etapa \| \| Ciclista \| Ciclista \| Equipo \| Tiempo \| \| \| ------------------------- \| ------------------------- \| ----------------------------- \| ------------------------- \| ------------------------- \| \| 1.º \| Kaden Groves \| Alpecin-Deceuninck \| 4 h 59 min 52 s \| \| \| 2.º \| Milan Fretin \| Cofidis \| + 0 s \| \| \| 3.º \| Paul Magnier \| Soudal Quick-Step \| + 0 s \| \| \| 4.º \| Max Kanter \| XDS Astana Team \| + 0 s \| \| \| 5.º \| Giovanni Lonardi \| Team Polti VisitMalta \| + 0 s \| \| \| 6.º \| Maikel Zijlaard \| Tudor Pro Cycling Team \| + 0 s \| \| \| 7.º \| Martin Marcellusi \| VF Group-Bardiani CSF-Faizanè \| + 0 s \| \| \| 8.º \| Luca Mozzato \| Arkéa-B&B Hotels \| + 0 s \| \| \| 9.º \| Matevž Govekar \| Bahrain Victorious \| + 0 s \| \| \| 10.º \| Olav Kooij \| Team Visma \\| Lease a Bike \| + 0 s \| \| |                   |                               |                 |
| |                   |                               |                 |
| Fuente: ProCyclingStats |                   |                               |                 |
| Clasificación de la etapa |                   |                               |                 |
| Ciclista | Ciclista          | Equipo                        | Tiempo          |
| 1.º | Kaden Groves      | Alpecin-Deceuninck            | 4 h 59 min 52 s |
| 2.º | Milan Fretin      | Cofidis                       | + 0 s           |
| 3.º | Paul Magnier      | Soudal Quick-Step             | + 0 s           |
| 4.º | Max Kanter        | XDS Astana Team               | + 0 s           |
| 5.º | Giovanni Lonardi  | Team Polti VisitMalta         | + 0 s           |
| 6.º | Maikel Zijlaard   | Tudor Pro Cycling Team        | + 0 s           |
| 7.º | Martin Marcellusi | VF Group-Bardiani CSF-Faizanè | + 0 s           |
| 8.º | Luca Mozzato      | Arkéa-B&B Hotels              | + 0 s           |
| 9.º | Matevž Govekar    | Bahrain Victorious            | + 0 s           |
| 10.º | Olav Kooij        | Team Visma \| Lease a Bike    | + 0 s           |

## Clasificaciones al final de la etapa

### Clasificación general(Maglia Rosa)[3]
| \| Clasificación general \| Clasificación general \| Clasificación general \| Clasificación general \| Clasificación general \| \| Ciclista \| Ciclista \| Equipo \| Tiempo \| \| \| --------------------- \| --------------------- \| ----------------------- \| --------------------- \| --------------------- \| \| 1.º \| Mads Pedersen \| Lidl-Trek \| 20 h 11 min 44 s \| \| \| 2.º \| Primož Roglič \| Red Bull-Bora-Hansgrohe \| + 17 s \| \| \| 3.º \| Mathias Vacek \| Lidl-Trek \| + 24 s \| \| \| 4.º \| Brandon McNulty \| UAE Team Emirates XRG \| + 31 s \| \| \| 5.º \| Isaac Del Toro \| UAE Team Emirates XRG \| + 32 s \| \| \| 6.º \| Juan Ayuso \| UAE Team Emirates XRG \| + 35 s \| \| \| 7.º \| Max Poole \| Team Picnic-PostNL \| + 43 s \| \| \| 8.º \| Antonio Tiberi \| Bahrain Victorious \| + 44 s \| \| \| 9.º \| Michael Storer \| Tudor Pro Cycling Team \| + 46 s \| \| \| 10.º \| Giulio Pellizzari \| Red Bull-Bora-Hansgrohe \| + 50 s \| \| |                   |                         |                  |
| |                   |                         |                  |
| Fuente: ProCyclingStats |                   |                         |                  |
| Clasificación general |                   |                         |                  |
| Ciclista | Ciclista          | Equipo                  | Tiempo           |
| 1.º | Mads Pedersen     | Lidl-Trek               | 20 h 11 min 44 s |
| 2.º | Primož Roglič     | Red Bull-Bora-Hansgrohe | + 17 s           |
| 3.º | Mathias Vacek     | Lidl-Trek               | + 24 s           |
| 4.º | Brandon McNulty   | UAE Team Emirates XRG   | + 31 s           |
| 5.º | Isaac Del Toro    | UAE Team Emirates XRG   | + 32 s           |
| 6.º | Juan Ayuso        | UAE Team Emirates XRG   | + 35 s           |
| 7.º | Max Poole         | Team Picnic-PostNL      | + 43 s           |
| 8.º | Antonio Tiberi    | Bahrain Victorious      | + 44 s           |
| 9.º | Michael Storer    | Tudor Pro Cycling Team  | + 46 s           |
| 10.º | Giulio Pellizzari | Red Bull-Bora-Hansgrohe | + 50 s           |

### Clasificación por puntos(Maglia Ciclamino)[4]
| Clasificación por puntos | Clasificación por puntos | Clasificación por puntos   | Clasificación por puntos | Clasificación por puntos |
| Ciclista                 | Ciclista                 | Equipo                     | Puntos                   |                          |
| ------------------------ | ------------------------ | -------------------------- | ------------------------ | ------------------------ |
| 1.º                      | Mads Pedersen            | Lidl-Trek                  | 141 pts                  |                          |
| 2.º                      | Olav Kooij               | Team Visma \| Lease a Bike | 55 pts                   |                          |
| 3.º                      | Casper van Uden          | Team Picnic-PostNL         | 50 pts                   |                          |
| 4.º                      | Orluis Aular             | Movistar Team              | 42 pts                   |                          |
| 5.º                      | Edoardo Zambanini        | Bahrain Victorious         | 41 pts                   |                          |
| 6.º                      | Alessandro Tonelli       | Team Polti VisitMalta      | 35 pts                   |                          |
| 7.º                      | Thomas Pidcock           | Q36.5 Pro Cycling Team     | 31 pts                   |                          |
| 8.º                      | Taco van der Hoorn       | Intermarché-Wanty          | 25 pts                   |                          |
| 9.º                      | Maikel Zijlaard          | Tudor Pro Cycling Team     | 25 pts                   |                          |
| 10.º                     | Enzo Paleni              | Groupama-FDJ               | 24 pts                   |                          |

### Clasificación de la montaña(Maglia Azzurra)[5]
| Clasificación de la montaña | Clasificación de la montaña | Clasificación de la montaña | Clasificación de la montaña | Clasificación de la montaña |
| Ciclista                    | Ciclista                    | Equipo                      | Puntos                      |                             |
| --------------------------- | --------------------------- | --------------------------- | --------------------------- | --------------------------- |
| 1.º                         | Lorenzo Fortunato           | XDS Astana Team             | 49 pts                      |                             |
| 2.º                         | Sylvain Moniquet            | Cofidis                     | 20 pts                      |                             |
| 3.º                         | Enzo Paleni                 | Groupama-FDJ                | 15 pts                      |                             |
| 4.º                         | Taco van der Hoorn          | Intermarché-Wanty           | 14 pts                      |                             |
| 5.º                         | Pello Bilbao                | Bahrain Victorious          | 12 pts                      |                             |
| 6.º                         | Alessandro Tonelli          | Team Polti VisitMalta       | 11 pts                      |                             |
| 7.º                         | Giulio Ciccone              | Lidl-Trek                   | 9 pts                       |                             |
| 8.º                         | Alessandro Verre            | Arkéa-B&B Hotels            | 8 pts                       |                             |
| 9.º                         | Chris Hamilton              | Team Picnic-PostNL          | 6 pts                       |                             |
| 10.º                        | Mads Pedersen               | Lidl-Trek                   | 4 pts                       |                             |

### Clasificación de los jóvenes(Maglia Bianca)[6]
| Clasificación del mejor joven | Clasificación del mejor joven | Clasificación del mejor joven | Clasificación del mejor joven | Clasificación del mejor joven |
| Ciclista                      | Ciclista                      | Equipo                        | Tiempo                        |                               |
| ----------------------------- | ----------------------------- | ----------------------------- | ----------------------------- | ----------------------------- |
| 1.º                           | Mathias Vacek                 | Lidl-Trek                     | 20 h 12 min 08 s              |                               |
| 2.º                           | Isaac Del Toro                | UAE Team Emirates XRG         | + 8 s                         |                               |
| 3.º                           | Juan Ayuso                    | UAE Team Emirates XRG         | + 11 s                        |                               |
| 4.º                           | Max Poole                     | Team Picnic-PostNL            | + 19 s                        |                               |
| 5.º                           | Antonio Tiberi                | Bahrain Victorious            | + 20 s                        |                               |
| 6.º                           | Giulio Pellizzari             | Red Bull-Bora-Hansgrohe       | + 26 s                        |                               |
| 7.º                           | Davide Piganzoli              | Team Polti VisitMalta         | + 35 s                        |                               |
| 8.º                           | Felix Engelhardt              | Team Jayco AlUla              | + 1 min 53 s                  |                               |
| 9.º                           | Martin Tjøtta                 | Arkéa-B&B Hotels              | + 2 min 35 s                  |                               |
| 10.º                          | Edoardo Zambanini             | Bahrain Victorious            | + 2 min 50 s                  |                               |

### Clasificación por equipos"Súper team"[7]
| Clasificación por equipos | Clasificación por equipos  | Clasificación por equipos | Clasificación por equipos |
| Equipo                    | Equipo                     | Tiempo                    |                           |
| ------------------------- | -------------------------- | ------------------------- | ------------------------- |
| 1.º                       | Lidl-Trek                  | 60 h 36 min 32 s          |                           |
| 2.º                       | UAE Team Emirates XRG      | + 7 s                     |                           |
| 3.º                       | Red Bull-BORA-hansgrohe    | + 15 s                    |                           |
| 4.º                       | Movistar Team              | + 1 min 35 s              |                           |
| 5.º                       | Team Jayco AlUla           | + 2 min 52 s              |                           |
| 6.º                       | XDS Astana Team            | + 3 min 00 s              |                           |
| 7.º                       | Bahrain-Victorious         | + 3 min 24 s              |                           |
| 8.º                       | Ineos Grenadiers           | + 3 min 55 s              |                           |
| 9.º                       | Team Picnic-PostNL         | + 4 min 37 s              |                           |
| 10.º                      | Team Visma \| Lease a Bike | + 4 min 55 s              |                           |

## Abandonos
- Alessandro Pinarello (VF Group Bardiani-CSF Faizanè) no tomó la salida de la etapa.
- Dion Smith (Intermarché-Wanty) abandonó como consecuencia de una caída.
- Juri Hollmann (Alpecin-Deceuninck) abandonó como consecuencia de una caída.
- Jai Hindley (Red Bull-BORA-hansgrohe) abandonó como consecuencia de una caída.[8]